# Pseudotrigonidium noctifolia
Pseudotrigonidium noctifolia är en insektsart som först beskrevs av Desutter-grandcolas 1997.  Pseudotrigonidium noctifolia ingår i släktet Pseudotrigonidium och familjen syrsor. Inga underarter finns listade i Catalogue of Life.